# Ołeksandr Pawłenko
Ołeksandr Heorhijowycz Pawłenko, ukr. Олександр Георгійович Павленко, (ur. 26 marca 1941 w Tarnopolu, Ukraińska SRR, zm. 1995 w Czerniowcach, Ukraina) – ukraiński piłkarz, grający na pozycji obrońcy, a wcześniej pomocnika, trener piłkarski.

## Kariera piłkarska

### Kariera klubowa
Karierę piłkarską rozpoczął w Polissia Żytomierz, skąd w 1963 przeszedł do Czornomorca Odessa, ale po jednym sezonie zmienił klub na Łokomotyw Winnica. W 1966 przeniósł się do Bukowyny Czerniowce, której barw bronił przez 6 lat do zakończenia kariery piłkarskiej w 1971.

## Kariera trenerska
Już w czerwcu 1972 roku został głównym trenerem Bukowyny Czerniowce. W ciągu dziesięciu lat poprowadził czerniowiecki zespół do zwycięstwa w drugiej lidze ZSRR. W Czerniowcach pracował również na stanowisku dyrektora sportowego i asystenta trenera. W 1989 r. został trenerem Nywy Tarnopol, z którą zdobył brązowe medale mistrzostw ZSRR w drugiej lidze, szóstej strefie. W sezonie 1992/93 ponownie prowadził Bukowinę. W 1995 roku zmarł w Czerniowcach.

## Sukcesy i odznaczenia

### Sukcesy trenerskie
- mistrz drugiej ligi ZSRR, strefy 6: 1982
- brązowe medalista drugiej ligi ZSRR, strefy 6: 1989

### Odznaczenia
- tytuł Mistrza Sportu ZSRR: 1970